# Brasil na Copa do Mundo FIFA de 1938

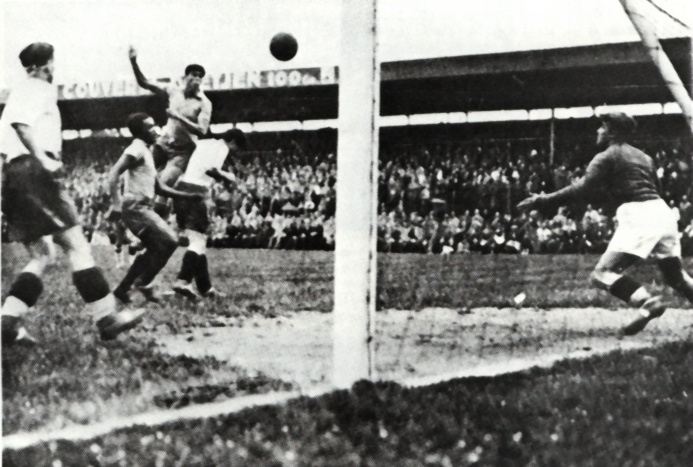
Lance do jogo entre as seleções do Brasil e da Polônia

A edição de 1938 da Copa do Mundo de Futebol marcou a terceira participação da Seleção Brasileira de Futebol no torneio. 
A participação do Brasil foi elogiada pela imprensa da época. O Jornal dos Sports estampou na capa: "Que voltem os reis do futebol", enquanto se queixou das decisões da arbitragem no lance da domingada e lamentou a ausência de Leônidas na semifinal.  Os jogos contra os Tchecos ficaram conhecidos como a Batalha de Bordeaux.
O treinador foi Ademar Pimenta e o capitão Leônidas da Silva.  O Brasil terminou na terceira colocação. 

## A Campanha
O Brasil convocou a melhor seleção que poderia formar. Em 1937, a CBD e a Federação Brasileira de Futebol se uniram e acabaram com o "racha" de 1934. A viagem com Barco a vapor durou doze dias. Foi a primeira copa com  direito a transmissões de boletins do torneio pelo rádio.
Por não ser escolhida a sede, a Argentina liderou boicote dos países americanos. O Brasil não participou e acabou ganhando a vaga automaticamente, sem precisar disputar os jogos eliminatórios.
No jogo da estreia, uma vitória por 6 a 5 sobre a Polônia. O jogo transcorreu com uma ligeira chuva. Os brasileiros começaram melhor. Lopes entregou a Perácio que chutou na trave. Romeu serviu Leonidas para abrir o marcador. 1 a 0. Penalti de Domingos em Wilimowski. Scherfke cobra e empata o jogo. Leônidas passa a Romeu. 2 a 1. Lopes cruza e Perácio de cabeça. 3 a 1. No segundo tempo, a chuva aperta. Wilimowski chuta, a bola desvia em Machado, e engana o goleiro brasileiro. 3 a 2. Wilimowski empata o jogo nos primeiros 15 minutos do segundo tempo. 3 a 3. Perácio em chute de longa distância. 4 a 3. A torcida está ao lado dos brasileiros e grita "Brasil! Brasil!". Wilimowski volta a empatar o jogo aos 89 minutos quando o campo era um lamaçal. A partida vai para a prorrogação. Passe de Romeu e Leonidas faz. 5 a 4. O goleiro polones bobeia, cobra o tiro de meta nos pés de Leonidas, que marca o sexto. 6 a 4. Wilimowski diminui aos 118 minutos, mas não há tempo para mais nada. 6 a 5. Para o Jornal dos Sports, Leonidas e Romeu foram as maiores figuras do Brasil. Domingos atuou com febre de 38 graus. 
No segundo jogo, o Brasil empatou com os Tchecos na partida conhecida como Batalha de Bordeaux. O Jornal dos Sports acusou os Tchecos de se excederam na violência: "Com outro árbitro ganharíamos o match". O Brasil atuou com 9 homens a maior parte do jogo. Três das quatro expulsões dessa edição da Copa aconteceram nessa partida (a outra foi do alemão Hans Pesser, aos 6′ da prorrogação do empate com a Suíça por 1 x 1). Zezé Procópio foi o primeiro, logo aos 14 minutos da etapa inicial, depois de dar um chute sem bola no atacante Oldřich Nejedlý. Aos 44′ do segundo tempo, Machado e Jan Říha trocaram agressões e também foram convidados a sairem do campo pelo árbitro húngaro Pal von Hertzka. A partida marcou a inauguração do novíssimo estádio Parc Lescure, em Bordeaux. Isso obrigou as duas delegações a fazerem longos percursos de trem. Os tchecos viajaram 521 quilômetros desde Le Havre e os brasileiros 758 quilômetros desde Estrasburgo (uma viagem de quase 12 horas). Passe de Perácio para Leonidas. 1 a 0. Aos 20′ da etapa final, Nejedlý e Šimůnek fizeram uma tabela no meio da área e Domingos da Guia tentou cortar com o peito, mas conduziu a bola com o braço. Pênalti indiscutível. Nejedlý cobrou e converteu. No fim da prorrogação, o empate por 1 x 1 persistiu. O equilíbrio da partida se refletiu nos númeors. Foram 118 ataques para cada equipes, de acordo com o Jornal dos Sports. O goleiro eslavo František Plánička havia jogado mais de meia hora com a clavícula deslocada após um choque com Perácio e o artilheiro Oldřich Nejedlý (goleador da Copa de 1934) tinha fraturado o pé direito. Ambos estavam fora da partida de desempate, marcada para apenas 48 horas depois. Do lado brasileiro, Perácio saiu arrebentado e Leônidas, que tanto apanhou, não tinha condições de jogo.
Dois dias depois do empate por 1 x 1, Brasil e Tchecoslováquia voltaram a campo, mas com times bastante diferentes, em grande parte devido às contusões da partida anterior. Vlastimil Kopecký abre o score. 0 a 1. Senecký chutou rasteiro e Walter fez a defesa, mas a bola escapou de suas mãos e pareceu ter entrado cerca de um palmo no gol, antes que o goleiro pudesse puxá-la de volta. O árbitro francês Georges Capdeville não viu o segundo gol da Tchecoslováquia e mandou o jogo seguir. Patesko serve Leonidas. 1 a 1. Leonidas passa a Roberto. 2 a 1. 
Na semifinal, Leônidas contundido não atuou. Mário Filho criticou Leônidas: "Em 38, nem com o apelo da mãe dele, jogou contra a Itália. Disse que estava com uma dor aqui, o médico não via nada porque dor a gente não vê, não se pega, não se apalpa.".
A Itália venceu por 2 a 1 e pôs fim ao sonho do primeiro mundial. Novamente, os brasileiros reclamaram da arbitragem. O Jornal dos Sports publicou na capa: "Sem Leonidas e contra o juiz O Brasil foi derrotado". O jornal publicou que o Brasil praticou 117 ataques enquanto a Itália produziu 109. A Itália deu 26 chutes a gol (6 para fora) e o Brasil 9 (7 para fora). Com 4 escanteios da Itália e 2 do Brasil. A quantidade expressiva de finalizações ao gol pelos italianos corrobora o depoimento do falecido jornalista João Saldanha: "Os italianos poderiam ter vencido de goleada. Eu estava sentado atrás do gol do Brasil e vi nosso goleiro defender até pensamento. Fomos bombardeados." 
Após um primeiro tempo sem gols, Gino Colaussi abriu o placar para a Squadra Azzurra, aos seis minutos do segundo tempo em passe de Amadeo Biavati, o mais acionado em campo. Em seguida, Giuseppe Meazza aumentava a vantagem com um pênalti cometido por Domingos da Guia. Foi o terceiro pênalti de Domingos na competição. O lance foi polemizado pelos jornais alegando que foi erro do juiz. O pênalti foi confirmado pelo próprio Domingos da Guia, em entrevista à BBC: "O atacante italiano parou a bola e me olhou. Eu o desarmei, ele me deu um pontapé e eu revidei imediatamente. Esse foi meu erro. O juiz viu e marcou o pênalti.". Romeu Pellicciari ainda descontou para o Brasil no finalzinho ao concluir escanteio cobrado por Lopes, mas não impediu a eliminação da seleção brasileira.
O Brasil estava tão seguro de ganhar a semi-final contra a Itália que requisitou o único avião para Paris no dia seguinte ao jogo. Depois de perder para a Itália, recusou-se a vender-lhes os bilhetes e a equipa italiana teve de viajar de Marselha para Paris de trem.
Na disputa do terceiro lugar, a vitória sobre a Suécia por 4 a 2 deu o teceiro lugar ao Brasil na competição. Para o Jornal dos Sports, foi uma vitória fácil do Brasil. Brandão falha e Jonasson abriu a contagem. Andersson centra e Nyberg faz o segundo. Romeu em linda jogada individual, dribla três e diminui. 1 a 2. Roberto é derrubado na área, mas Patesko perde o penalti. Romeu  cruzou para a área. Leônidas se antecipou e deu um toquinho para encobrir o goleiro. 2 a 2. Roberto passa a Leonidas, que chuta de longe, 35 metros de distância, para fazer o terceiro. Leonidas entrega a Perácio. 4 a 2. 

## O Gol de pé descalço
Um dos lances famosos da Copa do Mundo, foi o gol descalço que  Leônidas marcou  Contra a Polônia: “Cada jogador tinha apenas uma chuteira. O campo estava lamacento e a chuteira acabou arrebentando. Como eu tenho um pé pequeno, foi difícil encontrar uma chuteira para mim, para trocar com alguém da reserva. O uniforme do Brasil era uma meia preta, com friso verde e amarelo. O juiz não percebeu que eu estava sem chuteira, ou eu não poderia continuar jogando. Fiquei no campo até que apareceu uma jogada, veio a bola e eu acabei fazendo gol com pé descalço”. 

## Domingada
O lance mais discutido de competição aconteceu na semifinal contra a Itália. A Seleção Brasileira perdia por 1×0 quando aos 17 minutos da etapa complementar o italiano Silvio Piola provocou e Domingos da Guia cometeu uma penalidade infantil ao agredir o italiano fora do lance. Domingos da Guia garantia que o jogo estava parado e que a agressão foi um revide.
O termo "domingada" ganharia um sentido pejorativo nos anos posteriores, como sinônimo de lambança, de surto de zagueiro. Embora inicialmente era um elogio para lances de alta categoria dos defensores.

## Convocados

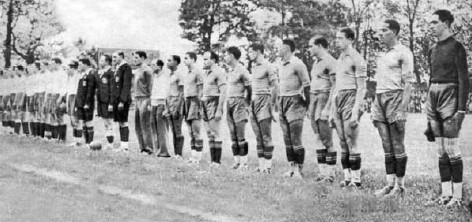
Jogadores de Brasil e Polónia antes do inicio da partida

| Jogador          | Posição | Data de nascimento | Clube               |
| ---------------- | ------- | ------------------ | ------------------- |
| Afonsinho        | MF      | 08/03/1914         | São Cristóvão       |
| Argemiro         | MF      | 02/06/1915         | Portuguesa Santista |
| Batatais         | GK      | 20/05/1910         | Fluminense          |
| Brito            | MF      | 06/05/1914         | América-RJ          |
| Domingos da Guia | DF      | 19/11/1912         | Flamengo            |
| Hércules         | FW      | 02/07/1912         | Fluminense          |
| Jaú              | DF      | 17/12/1909         | Vasco               |
| Leônidas         | FW      | 06/09/1913         | Flamengo            |
| Lopes            | FW      | 01/11/1910         | Corinthians         |
| Luisinho         | FW      | 29/03/1911         | Palestra-SP         |
| Machado          | DF      | 01/01/1909         | Fluminense          |
| Martim Silveira  | MF      | 21/04/1911         | Botafogo            |
| Nariz            | DF      | 08/12/1912         | Botafogo            |
| Niginho          | FW      | 12/02/1912         | Vasco               |
| Brandão          | MF      | 19/06/1916         | Corinthians         |
| Patesko          | FW      | 12/11/1910         | Botafogo            |
| Perácio          | FW      | 02/11/1917         | Botafogo            |
| Roberto          | FW      | 20/06/1912         | São Cristóvão       |
| Romeu            | FW      | 26/03/1911         | Fluminense          |
| Tim              | FW      | 20/02/1915         | Fluminense          |
| Walter           | GK      | 17/07/1913         | Flamengo            |
| Zezé Procópio    | MF      | 12/08/1913         | Botafogo            |

## A Copa

### Detalhes
| Polônia | Brasil |

|              |  |                       |  |
|              |  |                       |  |
|              |  |                       |  |
|              |  |                       |  |
|              |  |                       |  |
| GK           |  | Edward Madejski       |  |
| OB           |  | Władysław Szczepaniak |  |
| OB           |  | Antoni Gałecki        |  |
| PO           |  | Wilhelm Góra          |  |
| PO           |  | Erwin Nyc             |  |
| PO           |  | Ewald Dytko           |  |
| NA           |  | Ryszard Piec          |  |
| NA           |  | Leonard Piątek        |  |
| NA           |  | Fryderyk Scherfke     |  |
| NA           |  | Ernest Wilimowski     |  |
| NA           |  | Gerard Wodarz         |  |
| Reservas:    |  |                       |  |
| GK           |  | Walter Brom           |  |
| DF           |  | Edmund Giemsa         |  |
| DF           |  | Edmund Twórz          |  |
| MF           |  | Kazimierz Lis         |  |
| MF           |  | Wilhelm Piec          |  |
| MF           |  | Jan Wasiewicz         |  |
| FW           |  | Stanisław Baran       |  |
| FW           |  | Ewald Cebula          |  |
| FW           |  | Bolesław Habowski     |  |
| FW           |  | Józef Korbas          |  |
| FW           |  | Antoni Łyko           |  |
| Técnico:     |  |                       |  |
| Józef Kałuża |  |                       |  |

|                |  |                  |  |
|                |  |                  |  |
| GK             |  | Batatais         |  |
| OB             |  | Domingos da Guia |  |
| OB             |  | Machado          |  |
| PO             |  | Afonsinho        |  |
| PO             |  | Martim           |  |
| PO             |  | Zezé Procópio    |  |
| NA             |  | Hércules         |  |
| NA             |  | Perácio          |  |
| NA             |  | Leônidas         |  |
| NA             |  | Romeu            |  |
| NA             |  | Lopes            |  |
| Reservas:      |  |                  |  |
| GK             |  | Walter Goulart   |  |
| OB             |  | Jaú              |  |
| PO             |  | Argemiro         |  |
| PO             |  | Brandão          |  |
| PO             |  | Brito            |  |
| NA             |  | Luisinho         |  |
| NA             |  | Nariz            |  |
| NA             |  | Niginho          |  |
| NA             |  | Patesko          |  |
| NA             |  | Roberto          |  |
| NA             |  | Tim              |  |
| Técnico:       |  |                  |  |
| Ademar Pimenta |  |                  |  |

| Bandeirinhas: FrançaLouis Poissant FrançaErnest Kissenberger |

|}

### Quartas-de-final
| 12 de junho de 1938 17:00 | Brasil                | 1–1 | Tchecoslováquia   | Parc Lescure, Bordeaux Arbitro: von Hertzka ( Hungria) Público: ~25 000 |
|                           | Leônidas da Silva 30' |     | Nejedlý 65' (pen) |                                                                         |

| Brazil | Czechoslovakia |

| GK             |  | Walter           |     |
| RB             |  | Domingos da Guia |     |
| LB             |  | Machado          |     |
| RH             |  | Zezé Procópio    | 14' |
| CH             |  | Martim           | 89' |
| LH             |  | Afonsinho        |     |
| OR             |  | Lopes            |     |
| IR             |  | Romeu            |     |
| IL             |  | Perácio          |     |
| OL             |  | Hércules         |     |
| CF             |  | Leônidas         |     |
| Treinador:     |  |                  |     |
| Ademar Pimenta |  |                  |     |

| GK             |  | František Plánička |     |
| RB             |  | Jaroslav Burgr     |     |
| LB             |  | Ferdinand Daučík   |     |
| RH             |  | Josef Košťálek     |     |
| CH             |  | Jaroslav Bouček    |     |
| LH             |  | Vlastimil Kopecký  |     |
| OR             |  | Jan Říha           | 89' |
| IR             |  | Ladislav Šimůnek   |     |
| IL             |  | Oldřich Nejedlý    |     |
| OL             |  | Antonín Puč        |     |
| CF             |  | Josef Ludl         |     |
| Trienador:     |  |                    |     |
| Josef Meissner |  |                    |     |

| Bandeirinhas: Giuseppe Scarpi Charles de la Salle |

Jogo Desempate
Devido ao efeito preocupante do primeiro jogo, que viu vários jogadores se machucarem ou serem expulsos, ambas as equipes tiveram que fazer muitas mudanças em suas escalações (nove para o Brasil e cinco para a Tchecoslováquia). A Tchecoslováquia assumiu a liderança com Vlastimil Kopecký aos 25 minutos, mas no segundo tempo, o capitão substituto Leônidas empatou o placar para o Brasil. Logo depois, o árbitro anulou um gol de Karel Senecký, apesar dos jogadores tchecoslovacos afirmarem que ele havia cruzado a linha. O representante europeu continuou a atacar após esse momento, deixando espaço para os brasileiros contra-atacarem rapidamente, o que o estreante Roberto aproveitou para marcar o segundo gol de sua nação.
| 14 de junho de 1938 18:00 | Brasil                            | 2–1 | Tchecoslováquia | Parc Lescure, Bordeaux Arbitro: Capdeville ( França) Público: ~20 000 |
|                           | Leônidas da Silva 57' Roberto 62' |     | Kopecký 25'     |                                                                       |

}}
| Brazil | Czechoslovakia |

| GK             |  | Walter   |
| RB             |  | Jaú      |
| LB             |  | Nariz    |
| RH             |  | Britto   |
| CH             |  | Brandão  |
| LH             |  | Argemiro |
| OR             |  | Roberto  |
| IR             |  | Luisinho |
| IL             |  | Tim      |
| OL             |  | Patesko  |
| CF             |  | Leônidas |
| Treinador:     |  |          |
| Ademar Pimenta |  |          |

| GK             |  | Karel Burkert     |
| RB             |  | Jaroslav Burgr    |
| LB             |  | Ferdinand Daučík  |
| RH             |  | Josef Košťálek    |
| CH             |  | Jaroslav Bouček   |
| LH             |  | Arnošt Kreuz      |
| OR             |  | Václav Horák      |
| IR             |  | Karel Senecký     |
| IL             |  | Vlastimil Kopecký |
| OL             |  | Oldřich Rulc      |
| CF             |  | Josef Ludl        |
| Treinador:     |  |                   |
| Josef Meissner |  |                   |

| Badeirinhas: Ernest Kissenberger Paul Marenco |

### Semi-final
| 16 de junho de 1938 18:00 | Itália                  | 2–1 | Brasil    | Stade Vélodrome, Marselha Arbitro: Wüthrich ( Suíça) Público: ~30 000 |
|                           | Colaussi 55' Meazza 60' |     | Romeu 87' |                                                                       |

## Disputa pelo 3º lugar
| 19 de junho de 1938 17:00 | Suécia                  | 2–4 | Brasil                                           | Parc Lescure, Bordeaux Arbitro: Langenus ( Bélgica) Público: +20 000 |
|                           | Jonasson 28' Nyberg 38' |     | Romeu 44' Leônidas da Silva 63', 74' Perácio 80' |                                                                      |

### Goleadores
| N.° | Jogador  | Gols | PJ |
| --- | -------- | ---- | -- |
| 1.° | Leônidas | 7    | 4  |
| 2.° | Romeu    | 3    | 4  |
| 3.° | Perácio  | 2    | 3  |
| 4.° | Roberto  | 1    | 2  |

## Assistências
| N.° | Jogador  | Assistências | PJ |
| --- | -------- | ------------ | -- |
| 1.° | Leônidas | 3            | 4  |
|     | Romeu    | 3            | 4  |
| 2.° | Perácio  | 1            | 3  |
|     | Patesko  | 1            | 3  |
|     | Roberto  | 1            | 2  |